# Eliza Taylor
Eliza Taylor (właśc. Eliza Jane Morley, de domo Taylor-Cotter; ur. 24 października 1989 w Melbourne) – australijska aktorka, która wystąpiła m.in. w roli Clarke Griffin w serialu The 100.

## Życiorys

### Młodość
Eliza urodziła się w Melbourne 24 października 1989. Ma dwie siostry i brata. Uczyła się w Calder High School i gdy dorosła, chciała zostać biologiem morskim.

### Kariera
Pierwszą rolę Eliza Taylor dostała w serialu Pirate Islands. W 2003 roku zagrała gościnnie w operze mydlanej Sąsiedzi, w której dostała w 2005 roku główną rolę.
W 2014 zagrała w filmie November Man, w którym główną rolę grał Pierce Brosnan. Przełom w karierze przyniosła jej rola Clarke Griffin, głównej bohaterki w postapokaliptycznym serialu The 100. Została za nią wielokrotnie nominowana do nagrody Teen Choice.

## Życie prywatne
W 2019 roku poślubiła aktora, Boba Morleya, z którym grała w serialu The 100.

## Filmografia

### Filmy
| Rok  | Tytuł             | Rola           | Uwagi           |
| ---- | ----------------- | -------------- | --------------- |
| 2009 | The Laundromat    | Amy            | krótkometrażowy |
| 2012 | 6 Plots           | Amy Challis    |                 |
| 2012 | Planes            | Maria          | krótkometrażowy |
| 2013 | Patrick           | Nurse Panicale |                 |
| 2013 | Natural           | Woman          | krótkometrażowy |
| 2014 | November Man      | Sarah          |                 |
| 2017 | Thumper           | Kat Carter     |                 |
| 2017 | Świąteczny spadek | Ellen Langford |                 |

### Telewizja

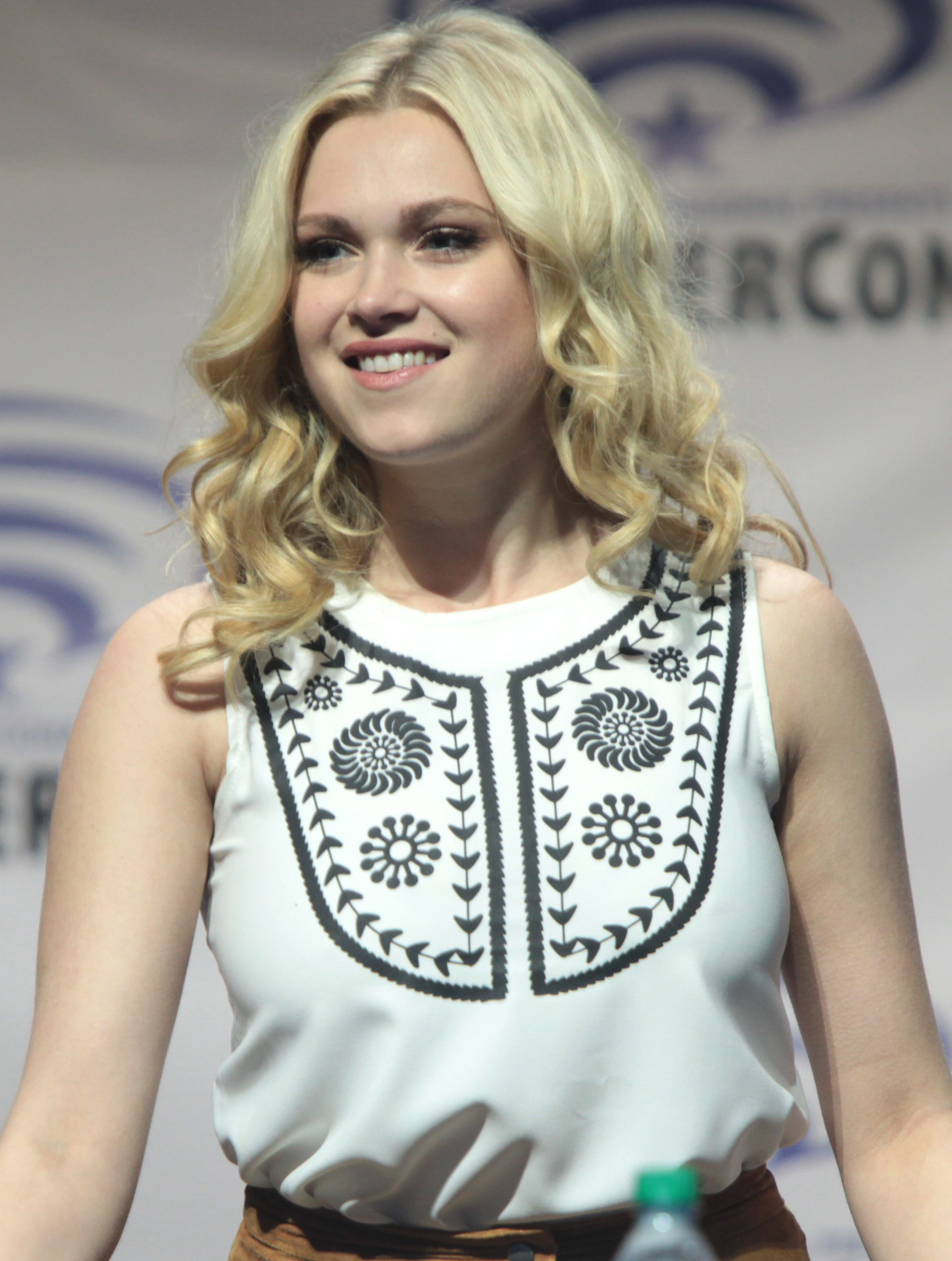
Eliza Taylor (2016)

| Rok           | Tytuł                      | Rola                          | Uwagi                           |
| ------------- | -------------------------- | ----------------------------- | ------------------------------- |
| 2003          | Wyspy piratów              | Sarah Redding                 | Główna rola                     |
| 2003          | The Sleepover Club         | Rosie Cartwright              | Główna rola                     |
| 2004          | Blue Heelers               | Tatum O’Hara                  | Odcinek: „Cast the First Stone” |
| 2003, 2005-08 | Sąsiedzi                   | Jacinta Martin, Janae Timmins | Gościnna i główna rola          |
| 2008          | Rush                       | Madison                       | Odcinek: „1.8”                  |
| 2009          | After Effects              | Ella                          | Odcinek: „Pilot”                |
| 2009          | All Saints                 | Carly Spalding                | Odcinek: „The Two of Us”        |
| 2010          | City Homicide              | Melissa Standish              | Odcinek: „Last Seen”            |
| 2010          | Winners & Losers           | Bridget Gross                 | Odcinek: „Pilot”                |
| 2011          | Bruce                      | Daisy                         | Odcinek: „Pilot”                |
| 2012          | Howzat! Kerry Packer’s War | Rhonda                        | Miniserial TV                   |
| 2013          | Mr & Mrs Murder            | Sarah                         | Odcinek: „Little Boxes”         |
| 2014-20       | The 100                    | Clarke Griffin                | Główna rola                     |

### Teatr
| Rok     | Tytuł      | Rola       | Lokalizacja               |
| ------- | ---------- | ---------- | ------------------------- |
| 2007-08 | Snow White | Snow White | Weymouth Pavilion Theatre |

## Nagrody i nominacje
| Rok  | Nagroda              | Kategoria                                   | Nominowana praca | Rezultat  |
| ---- | -------------------- | ------------------------------------------- | ---------------- | --------- |
| 2007 | Inside Soap Award    | Best Actress                                | Neighbours       | Nominacja |
| 2007 | All About Soap Award | Wedding Schock (wraz z Kyal Marsh)          | Neighbours       | Nominacja |
| 2008 | Inside Soap Award    | Sexiest Female                              | Neighbours       | Nominacja |
| 2015 | Teen Choice Award    | Choice TV Actress: Sci-Fi/Fantasy           | The 100          | Nominacja |
| 2015 | Teen Choice Award    | Choice TV Show: Sci-Fi/Fantasy              | The 100          | Nominacja |
| 2015 | Saturn Awards        | Best Youth-Oriented Series                  | The 100          | Wygrana   |
| 2016 | Saturn Award         | Best Science Fiction TV Series              | The 100          | Nominacja |
| 2016 | Teen Choice Award    | Choice TV Actress: Sci-Fi/Fantasy           | The 100          | Nominacja |
| 2016 | Teen Choice Award    | Choice TV Chemistry (wraz z Bobem Morleyem) | The 100          | Nominacja |